# Algar do Juncal
O Algar do Juncal é uma gruta portuguesa localizada na freguesia dos Biscoitos, concelho da Praia da Vitória, ilha Terceira, arquipélago dos Açores.
Esta cavidade apresenta uma geomorfologia de origem vulcânica em forma de fenda localizada em encosta. Apresenta um comprimento de 12 m. por uma profundidade de 50 m.